# Grande Borne (Barbuise)
La Grande Borne est un menhir initialement situé à Barbuise, avant d'être déplacé dans la cour du Musée Saint-Loup à Troyes.

## Description
À l'origine, le menhir était situé non loin de l'allée couverte des Grèves de Frécul. Il mesure 2,15 m de hauteur pour 1,60 m de largeur et 0,40 m d'épaisseur. Il comporte deux fentes sur une face et une bosse sur une autre.